# Leucozonia ponderosa
Leucozonia ponderosa is een slakkensoort uit de familie van de Fasciolariidae. De wetenschappelijke naam van de soort is voor het eerst geldig gepubliceerd in 1998 door Vermeij & Snyder.